# جسد سببي
الجسد السببي أو الهيئة السببية أو اللطيفة السببية (بالإنجليزية: Causal body)‏ والاسم الأصلي هو كارانا ساريرا (بالإنجليزية: Karana-Sarira)‏، هو مفهوم يوغي وفيداني تبنته وعدلته الثيوصوفية ومن الأخيرة شق طريقه إلى حركة العصر الجديد العامة والباطنية الغربية المعاصرة. يشير عمومًا إلى أعلى أو أعمق جسد يحجب الأتمان أو الذات الحقيقية.

## الهندوسية
كارانا سريرا أو الجسد السببي هو السبب أو بذرة الجسد اللطيف أو الخفي والجسد الكثيف [الإنجليزية] أو روب "Rūpa". وليس له وظيفة أخرى سوى كونه بذرة للجسد اللطيف والجسد الكثيف. إنه نيرفيكالبا روبام، أي "الشكل أو المظهر غير المتمايز"، أي لا يمكن تمييزه.